# F 1 (sous-marin)
Pour les articles homonymes, voir F1.
Le F 1 est un sous-marin italien, navire de tête de la classe F, lancé pendant la Première Guerre mondiale et en service dans la Regia Marina.

## Caractéristiques
La classe F déplaçait 260 tonnes en surface et 320 tonnes en immersion. Les sous-marins mesuraient 46,63 mètres de long, avaient une largeur de 4,22 mètres et un tirant d'eau de 2,62 mètres. Ils avaient une profondeur de plongée opérationnelle de 40 mètres. Leur équipage comptait 2 officiers et 24 sous-officiers et marins.
Pour la navigation de surface, les sous-marins étaient propulsés par deux moteurs diesel FIAT de 325 chevaux-vapeur (cv) (239 kW) chacun entraînant deux arbres d'hélices. En immersion, chaque hélice était entraînée par un moteur électrique Savigliano de 250 chevaux-vapeur (184 kW). Ils pouvaient atteindre 12,3 nœuds (22,8 km/h) en surface et 8 nœuds (14,8 km/h) sous l'eau. En surface, la classe F avait une autonomie de 1 200 milles nautiques (2 222 km) à 9,3 noeuds (17,22 km/h); en immersion, elle avait une autonomie de 139 milles nautiques (257 km) à 1,5 noeuds (2,77 km/h).
Les sous-marins étaient armés de 2 tubes lance-torpilles à l'avant (proue) de 45 centimètres, pour lesquels ils transportaient un total de 4 torpilles. Sur le pont arrière se trouvait 1 canon antiaérien Armstrong de 76/30 mm pour l'attaque en surface. Ils étaient également équipés d'une mitrailleuse Colt de 6,5 mm.

## Construction et mise en service
Le F 1 est construit par le chantier naval FIAT-San Giorgio de La Spezia en Italie, et mis sur cale le 27 mai 1915. Il est lancé le 2 avril 1916 et est achevé et mis en service le 20 octobre 1916. Il est commissionné le même jour dans la Regia Marina.

## Historique
Avec le capitaine de corvette (capitano di corvetta) Guido Calieri comme commandant, une fois opérationnel - en décembre 1916 - le F 1 devient chef de la flottille de sous-marins d'Ancône,.
Il est principalement employé dans un rôle offensif, le long des côtes adriatiques appartenant à l'Empire austro-hongrois et le long des routes marchandes ennemies; il est également employé pour la défense de Venise et de la côte occidentale de l'Adriatique,. 
En janvier 1917, il est basé à Venise et est commandé par le lieutenant de vaisseau (tenente di vascello) Cavalleri di Sala.
Il a effectué un total de 30 missions de guerre, qui ont toutes échoué,. 
Affecté à la flottille de Venise après la Première Guerre mondiale, il y reste de 1918 à 1921,. 
En mai 1921, il est plutôt affecté à la IIe Flottille sous-marine et s'installe à Tarente.
Il participe à l'exercice de 1925.
Lors des concours d'attaque et de lancement de torpilles de 1926, il reçoit le deuxième prix,. 
Il est mis hors service et radié le 2 juin 1930 et mis au rebut.